# Медаль «За долголетнюю службу»
Медаль «За долголетнюю службу» (пол. Medal za Długoletnią Służbę) — награда Польши. Учреждена в период Второй республики, восстановлена в 2007 году.

## История
Медаль за долголетнюю службу была учреждена во Второй Польской Республике Законом от 8 января 1938 года. Разделялась на три степени: золотая, серебряная и бронзовая.
Предназначалась для награждения граждан Польши за долголетнюю безупречную службу в вооруженных силах и полиции за долголетний безупречный и плодотворный труд в государственных и местных органах власти.
Награждение медалью производилось за 30, 20 и 10 лет безупречной службы соответственно. Стаж службы или работы исчислялся, начиная с 11 ноября 1918 года. В трудовой стаж государственных служащих входила и воинская служба.
После 1939 года, из-за начавшейся Второй мировой войны и последовавших после её окончания исторических событий, награждение медалью «За долголетнюю службу» от имени правительства Второй Польской Республики в изгнании не производилось. В Польской Народной Республике медаль не входила в систему государственных наград.
В Третьей Польской Республике медаль была восстановлена в системе государственных наград 14 июня 2007 года.
Вручается за образцовое, крайне добросовестное выполнение своих обязанностей на службе государства.

## Описание
Медаль «За долголетнюю службу» круглая,  диаметр -  35 мм.
На лицевой стороне медали в центре помещено изображение коронованного орла, обрамленного орнаментом в виде колосьев пшеницы. В нижней части — надпись по кругу: «ZA DŁUGOLETNIĄ SŁUŻBĘ».
На оборотной стороне медали, в зависимости от степени, римские цифры: «ХХХ» — на золотой, «ХХ» — на серебряной и «Х» — на бронзовой медали. Под цифрами изображена лавровая ветвь.
С лицевой и оборотной стороны медаль окантована узким бортиком. Все надписи и изображения на медали выпуклые.
В верхней части медали имеется ушко с кольцом, с помощью которого она соединяется с лентой.

## Лента
Лента медали шелковая, муаровая, темно-красного (кларет) цвета с продольной белой полосой посередине. Ширина ленты 35 мм (в 1938 году — 37 мм), ширина белой полосы 10 мм (в 1938 году — 11 мм).
| Виды медалей «За долголетнюю службу» | Виды медалей «За долголетнюю службу» | Виды медалей «За долголетнюю службу» | Виды медалей «За долголетнюю службу» |
| Степень                              | золотая                              | серебряная                           | бронзовая                            |
| ------------------------------------ | ------------------------------------ | ------------------------------------ | ------------------------------------ |
| Аверс                                |                                      |                                      |                                      |
| Реверс                               |                                      |                                      |                                      |
| Планка                               |                                      |                                      |                                      |